# Черни Дрин
Черни Дрин или Църн Дрим (на македонска литературна норма: Црн Дрим, на албански: Drini i Zi) е река в Северна Македония и Албания.

## Име
Черни Дрин е традиционното книжовно име в българския език. Местното произношение е Църн Дрим, изписвано на македонски литературен език Црн Дрим, на албански името е Drini i Zi, Дрини и Зи, а на сръбски – Црни Дрим.
Реката е спомената на български в XIV век като Дрïмъ. Името е антично – Drinius, Trinius (Плиний), Δρεῖνος (Птолемей). Произходът му е илирийски от по-старо *Drūn, от индоевропейското *drū- в староиндийски drāvayate, тече, тича, авестийски dru, тичам с илирийски или албански преход на индоевропейското ū > i, сравнимо с албанското mi, мишка, срещу староиндийското mūš и латинското mūs, албанското mizë, комар, срещу латинското musca, литовското musė, арменското mun, муха.

## Характеристики
Черни Дрин изтича от Охридското езеро в северния му край при град Струга при 695 мнв и е единственият начин за оттичане на водите на езерото. Често за извори на реката се приемат надземните извори в южния край на езерото до манастира „Свети Наум“. След оттока си от Охридското езеро си реката минава през Стружкото поле, където прибира водите на левия си приток Сатеска (днес в по-голямата част отклонена към Охридското езеро), и през областта Дримкол. Между селата Ташморунища и Глобочица е изграден язовирът „Глобочица“ и хидроцентрала „Глобочица“. В Дебърското поле при вливането на големия ляв приток Радика в Черни Дрин през 60-те години на XX век също е изграден язовир – Дебърското езеро и хидроцентрала. Реката напуска северномакедонската територия при град Дебър, на 475 m надморска височина. Дължината ѝ на северномакедонска територия се оценява на 56 km, като реката има свободно течение (извън язовир) от град Струга до село Ташморунища – малко по-малко от половината от тази дължина. Стената на първия язовир е висока 82 m. Втората язовирна стена има височина 102 m и обем 520 милиона m3. Това е най-големият язовир в Северна Македония. От този язовир водата се отвежда по тунели до ВЕЦ Шпиле.
След язовира реката за няколко километра оформя държавната граница между Северна Македония и Албания. Тук в нея се влива минаващата през областта Голо бърдо река Окщун. След това реката прибира големите притоци Велещица от Кораб планина и Бистрица (Бущрица) от Шар и при град Кукъс се слива с Бели Дрин и оформя река Дрин.
Общата дължина на реката е 159 километра.